# Beats Radio
Beats Radio ist eine Marke des privaten Radiosenders Klassik Radio. Beats Radio sendet insbesondere elektronische Musik. Der Sender ersetzte am 15. Juli 2021 Klassik Radio Movie im DAB+-Mux der Antenne Deutschland. 
Das Programm besteht ausschließlich aus Deep-House-Musik. Darüber hinaus wird ein Blog auf der Website betrieben, das Themen der House-Musik bearbeitet, unter anderem durch Interviews mit Produzenten und DJs.
Das Programm wird bundesweit im Bundesmux 2 von Antenne Deutschland übertragen und ist somit bundesweit digital über Antenne empfangbar. Die Signalzuführung erfolgt über Astra 23,5° Ost (Uplink für DAB+).
Ferner ist das Programm über DVB-S, DVB-C, über internetbasierte Plattformen und einen Webstream auf der Website des Senders empfangbar.

## Beats Radio Österreich
Das Programm ist am 21. Juni 2024 gemeinsam mit 27 weiteren Radiosendern in Österreich als Sender auf DAB+ gestartet, im MUX-III der ORS und damit in weiten Teilen Österreichs terrestrisch zu empfangen. Der Sendestart erfolgte durch den österreichischen Bundespräsidenten Alexander Van der Bellen. Die Lizenzdauer beträgt – wie bei privaten Radiosendern generell 10 Jahre.